# Enicospilus molokaiensis
Enicospilus molokaiensis är en stekelart som beskrevs av William Harris Ashmead 1901. Enicospilus molokaiensis ingår i släktet Enicospilus och familjen brokparasitsteklar. Inga underarter finns listade i Catalogue of Life.